# 石英ガラス
石英ガラス（せきえいガラス、英語: fused quartz）は石英 (SiO2) から作成されるガラスで、SiO2 純度が高いものをいう。溶融石英、溶融シリカ、シリカガラスなどとも呼ばれる。耐食性、耐熱性にすぐれ、非常に透明なことから、ビーカーやフラスコなど理化学用途や光ファイバーの材料などに幅広く用いられる。

## 製造方法

### 古典的手法
古典的な製造法としては、石英や水晶の粉末を2,000℃以上で溶融、冷却しガラス化する方法がある。しかし、この方法で作られた石英ガラスは不純物が多い。

### 化学気相蒸着(CVD)法
純度の高い石英ガラスを必要とする場合は、四塩化ケイ素 (SiCl4) の気体から化学気相蒸着 (CVD) によって製造する。例えば光ファイバーを製造する場合には、B（ホウ素）などを添加して屈折率が低くなるように調整した石英ガラスのチューブを用意し、その内側に前述の方法で SiO2 を析出させて作製する。

### ゾル-ゲル法
高温を必要としない製造プロセスとしては、ゾル-ゲル法がある。ゾル-ゲル法は、金属アルコキシドの溶液からゾル状態、ゲル状態を経て固体のガラスやセラミックスを得る方法である。ゾル-ゲル法による石英ガラスの製造では、テトラエトキシシランをエタノール水溶液中で加水分解して石英ガラスの多孔質湿潤ゲルとし、これを乾燥・焼結して透明な固体の石英ガラスを得る。焼結温度は1,200℃以下で、これは他の方法と較べてかなり低い温度である。

## 特性
他のガラス同様に熱伝導率が小さいが、熱膨張率も非常に小さい（約10-7/K）ため、急激な温度変化による熱衝撃の影響をあまり受けない。そのため、赤熱した石英ガラスを水中に放り込んでも、ガラスコップのように割れてしまうことはない。熱変化でも精度が保たれるため、太陽望遠鏡のヘリオスタットに使われる平面鏡のように強い日光を照射されても高精度を保つ必要がある場合には最適な素材である。
二酸化ケイ素のその性質から、極めて長期においても安定である。日立製作所と京都大学は、2012年に石英ガラスの内部にデータを保存・再生する技術を開発した。フェムト秒パルスレーザーを石英ガラス内に照射することで、4層記録でコンパクトディスクを超える40 MB/in2の記録密度を達成している。再生は市販の光学顕微鏡で可能であり、1,000℃の高温で2時間加熱してもデータの劣化がない。数億年間データの保存が可能である。2014年には記録層を多層化することでブルーレイディスク並みの1.5 GB/in2で記録し、再生できることが確認された。
硬いので表面形状を幾何学的に精密に加工できる。
溶接しても性能が変化しない。
気泡のない製品は高価ではあるが大きいものでも作ることは可能で、アルゼンチンのラス・カンパルナスにある254cmリッチー・クレチアン望遠鏡の主鏡は石英ガラス製である。
光学的に透明度が極めて高い。
有害な金属元素を含まないので環境汚染の恐れが少ない。
フッ化水素、フッ化水素溶液には腐食させられる。
応力に対する崩壊は極めて小さい傷に応力が集中して起こる。表面の微小な傷に水分子が入り込んで触媒的に傷の拡大が進行して強度が低下する。
そのため表面を樹脂等で覆うことで強度を保ったり、フッ化水素の薄い液で化学処理することで傷を滑らかにして表面の平滑さを増すことで強度を向上できる。